# Argentina en los Juegos Olímpicos de Helsinki 1952
La participación de Argentina en los Juegos Olímpicos de Helsinki de 1952 fue la sexta actuación olímpica oficial organizada por el Comité Olímpico Argentino. La delegación presentó 134 deportistas, de los cuales solo 8 fueron mujeres. El abanderado fue Delfo Cabrera, ganador de la maratón en los Juegos anteriores.
El equipo olímpico obtuvo cinco medallas (una de oro, dos de plata y dos de bronce) y quince diplomas olímpicos (puestos premiados), la mayor cantidad de la historia olímpica de Argentina. En el medallero general ocupó la posición N.º 19 sobre 69 países participantes.
La única medalla de oro fue ganada por el remo, con un triunfo en la prueba de doble par de remos sin timonel. El boxeo, como fue habitual en los Juegos hasta México 1968, se destacó aportando dos de las cinco medallas (1 de plata y 1 de bronce) y 1 diploma. La otra medalla de plata fue aportada por el atletismo (maratón), deporte que también aportó dos diplomas, y la restante de bronce por la halterofilia (levantamiento de pesas). Aunque no alcanzaron a obtener medallas, varios equipos se destacaron obteniendo diplomas olímpicos como el de vela (3), lucha grecorromana (2) y el equipo de básquet masculino que salió 4.º. En total, los atletas argentinos obtuvieron seis cuartos lugares.
Luego de estos juegos Argentina no volvería a ganar una medalla de oro hasta los Juegos Olímpicos de Atenas 2004, 52 años después, dando inicio desde 1956 a un ciclo de bajo rendimiento de los deportes olímpicos que alcanzaría su punto más bajo entre 1976 y 1984, período en el cual no obtendrían ninguna medalla olímpica.

## Medalla de oro en remo

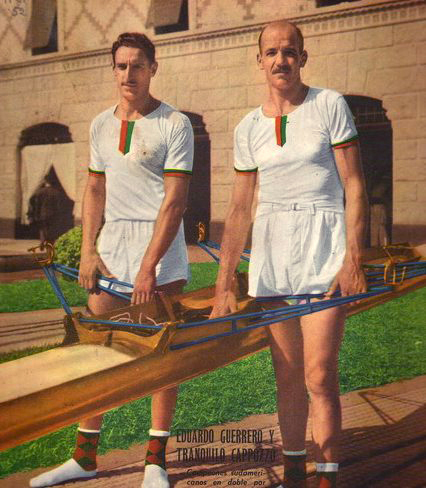
Eduardo Guerrero (izq) y Tranquilo Cappozzo, luego de ganar la medalla de oro en Helsinki, 1952. Tapa de la revista El Gráfico.

Tranquilo Cappozzo (34 años) y Eduardo Guerrero (24 años) ganaron la medalla de oro en la prueba de doble par de remos sin timonel, la única de oro obtenida por el remo argentino y la 13.ª medalla de oro del olimpismo argentino. Desde ese día deberían pasar 52 años, para que Argentina volviera a obtener una nueva medalla de oro olímpica en Atenas 2004. Cappozzo y Guerrero solo habían corrido seis carreras juntos, antes de los Juegos de Helsinki. Cappozzo, campeón argentino y sudamericano, había participado como singlista en los Juegos de Londres de 1948 y por su edad había pensado en no presentarse en Helsinki. Fue entonces que los dirigentes del Club Canottieri Italiani, del Tigre, al que pertenecía Cappozzo, le propusieron formar un equipo con Eduardo Guerrero, otro remero  que pertenecía al Club de Regatas La Marina, diez años menor, que había ganado el campeonato argentino en 1950, con el objetivo de clasificar a las olimpíadas. Cappozzo se opuso inicialmente, debido a la diferencia de edad y las dificultades de relacionamiento personal que ello podría involucrar, pero los dirigentes del club lo convencieron con una frase:

Él va a ser la fuerza, vos el conductor.

La dupla Cappozzo-Guerrero consiguió un pesado bote prestado por el Club Regatas de San Nicolás, de 36 kilos, mucho más pesado que los botes de 25 kilos que usarían sus contrincantes. Como agravante, la embarcación llegó rota a Helsinki.
Los dos remeros argentinos debían repararla con sus propias manos, pero carecían de los repuestos necesarios, que les fueron brindados por el equipo de remo de la Unión Soviética, en un gesto de juego limpio enaltecedor; los soviéticos finalmente perderían la final con los argentinos y saldrían segundos.
La prueba se corrió sobre 2000 metros, en el fiordo de Meilahti entre los días 20 y 23 de julio. En la primera ronda eliminatoria, los argentinos ganaron su serie con comodidad, superando a checoeslovacos, austríacos y suecos, con una ventaja de 7.2 segundos sobre el segundo. En la semifinal, los argentinos volvieron a ganar su serie, con una ventaja de 13.2 segundos sobre el segundo, superando a alemanes, italianos y uruguayos.
La final se corrió el 23 de julio. Los soviéticos tomaron la punta y se mantuvieron en ella hasta la mitad de la regata, cuando fueron sobrepasados por los argentinos, quienes fueron lentamente estirando la ventaja hasta ganar por 6.1 segundos, equivalente a tres largos, superando a los rusos, uruguayos, franceses y checoeslovacos. Luego de finalizada la competencia, un fabricante de botes italiano, les preguntó:

¿Cómo pudieron ganar con esta embarcación?

La regata fue relatada en directo para Argentina a través de la radio, por José María Muñoz, por entonces un joven relator deportivo, que años más tarde se convertiría en uno de los periodistas deportivos más conocidos del país. Con el triunfo de Cappozzo-Guerrero, el equipo de remo finalizó 4.º en el medallero de remo y 9.º en la tabla de puntos (7 pts.).

## Boxeo: plata y bronce
El equipo argentino de boxeo, como fue habitual hasta México 1968, aportó dos de las cinco medallas obtenidas por la delegación, una de plata y una de bronce, y un diploma olímpico. En las tablas generales del deporte, la Argentina salió 9.ª en el medallero y 8.ª en la tabla de puntaje (9,25 pts.).
 Antonio Pacenza (24 años) ganó la medalla de plata en la categoría mediopesados. Su primer combate fue contra el sueco Rolf Storm, a quien venció ajustadamente por puntos (2-1). En cuartos de final venció por puntos al brasileño Lucio Grotone, atribuyéndose los tres asaltos, y en semifinal al soviético Anatolij Pierow, a quien superó también en todas las vueltas. Pacenza debió enfrentar en la final al estadounidense Norvel Lee, un peso pesado que había descendido de categoría y que había obtenido medalla de bronce en la categoría pesado, en los Juegos Panamericanos de 1951 en Buenos Aires, y volvería a obtenerla en los Juegos Panamericanos de México. Norvel Lee era una personalidad reconocida en su país, por haber sido uno de los primeros afroamericanos en desafiar las normas racistas que prohibían a las personas de piel más oscura sentarse en la "sección blanca" de los buses, razón por la cual fue encarcelado, generando un escándalo nacional. Lee venció con amplitud a Pacenza, adjudicándose los tres asaltos.
 Eladio Herrera (22 años) ganó la medalla de bronce en la categoría superwélter (hasta 71 kilos). Herrera ya había actuado en los Juegos de Londres 1948, saliendo quinto en la categoría peso wélter y obteniendo diploma. Venció en primera ronda al iraní Ardashes Saginian, atribuyéndose los tres asaltos. En la segunda rueda noqueó al austríaco Josef Hamberger en el tercer asalto. En cuartos de final venció al italiano  Guido Mazzinghi, por descalificación de este en el tercer asalto. En semifinales, Herrera debió enfrentar al húngaro László Papp, quien a la postre sería el ganador de la medalla de oro. Papp, ya había ganado la medalla de oro en Londres 1948 y volvería a ganarla en Melbourne 1956; comparte con el cubano Teófilo Stevenson, la condición de ser los únicos boxeadores en haber ganado tres medallas de oro olímpicas; luego se volvería profesional, el único boxeador del bloque comunista en hacerlo, antes de la glásnost en la década de 1980. Herrera no pudo resistir la potencia de Papp perdiendo los tres asaltos.
- Diploma olímpico: Américo Ángel Bonetti (24 años), obtuvo diploma olímpico en la categoría peso ligero.[8] Para ello venció (3:0) en primera ronda al sudafricano Jan Van Rensburg, en octavos de final al austríaco Leopold Potesil (3:0), siendo derrotado (2:1) por el rumano Gheorghe Fiat en cuartos de final.[8]

## Medalla de plata en la maratón

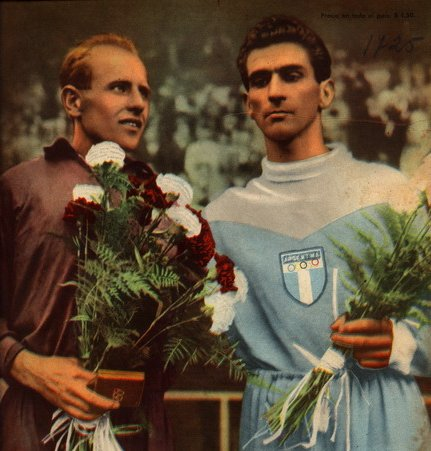
Emil Zátopek y Reinaldo Gorno en la premiación olímpica luego de la maratón de 1952.

Reinaldo Gorno (33 años) ganó la medalla de plata en la maratón, detrás de uno de los más grandes atletas de todos los tiempos, el checoeslovaco Emil Zátopek. En la misma prueba Delfo Cabrera (33 años) obtendría diploma olímpico al salir sexto.
Zátopeck había sido la estrella de los juegos, ganando la medalla de oro en 5000 y 10 000 metros, repitiendo en esta última prueba el oro obtenido en Londres 1948, pero nunca había corrido la maratón. El favorito indiscutido era sin embargo, el británico Jim Peters, quien un mes antes había establecido el récord mundial en 2-20:42.2, en ocasión de la maratón Windsor-Chiswick. Por otra parte, había que prestar atención al argentino Delfo Cabrera, último campeón olímpico, aunque luego se sabría que participó en malas condiciones físicas debido a una fuerte afección hepática.
La carrera se realizó el 27 de julio de 1952. Pocas horas antes, la noche anterior, en la Argentina había muerto Eva Perón. Gorno y Cabrera, ambos simpatizantes peronistas, mencionaron la gran tristeza que el hecho les produjo, afectando su descanso y la concentración, pero este último dijo también que fue el recuerdo de Evita lo que le dio fuerzas para no abandonar y superar el dolor hepático que lo afectó toda la carrera.
La maratón fue a la vez extraña y emocionante. Zátopek, quien nunca había corrido una maratón y desconocía los tiempos, pausas y velocidades propias de la prueba, había decidido hacer lo mismo que Jim Peters. Pero Peters le impuso a su paso un ritmo excesivamente veloz, que lo mantuvo al frente, pero minaría decisivamente su integridad física hacía la mitad de la carrera. A su vez, el sueco Gustaf Jansson se había propuesto no perderle pisada a Zátopek. Aproximadamente en el kilómetro 15, Zátopek y Jansson alcanzaron a Peters, y los tres corrieron juntos unos tres kilómetros. En ese momento el checoeslovaco consulta con el británico, que se encontraba extenuado, si el ritmo que llevaban no era demasiado exigido, y este le contesta que, por el contrario, era demasiado lento. El "consejo" del británico, llevó entonces a Zátopek a acelerar aún más su marcha, acompañado siempre por Jansson, dejando atrás a Peters. Un poco más atrás venían el argentino Reinaldo Gorno, el coreano Choi Yun-Chil, el finlandés Veikko Karvonen y el argentino Delfo Cabrera.
A la mitad de la carrera, al dar la vuelta hacia el estadio, Zátopek y Jansson lideraban con gran ventaja sobre el resto. Faltando cuatro kilómetros Peters debió abandonar completamente agotado y acalambrado, pasando Gorno al tercer lugar, pero muy alejado de los dos punteros. Faltando un kilómetro fue Jansson el que no pudo mantener el paso, ocasión que aprovechó Gorno para superarlo y finalizar segundo, a más de 2 minutos y medio de Zátopek y con una ventaja de 32 segundos sobre Jansson. Poco después llegaron Choi Yun-Chil, Veikko Karvonen y Delfo Cabrera, separados por apenas seis segundos, los tres con diploma olímpico. Zátopek esperó a Gorno en la llegada, para felicitarlo y compartir con él una naranja.
| Maratón: posiciones finales                     | Maratón: posiciones finales | Maratón: posiciones finales | Maratón: posiciones finales | Maratón: posiciones finales |
|                                                 | Deportista                  | País                        | Tiempo                      |                             |
| ----------------------------------------------- | --------------------------- | --------------------------- | --------------------------- | --------------------------- |
| 1                                               | Emil Zátopek                | Checoslovaquia              | 2-23:03.2 (RO)              |                             |
| 2                                               | Reinaldo Gorno              | Argentina                   | 2-25:35.0                   |                             |
| 3                                               | Gustaf Jansson              | Suecia                      | 2-26:07.0                   |                             |
| 4                                               | Choi Yun-Chil               | Corea del Sur               | 2-26:36.0                   |                             |
| 5                                               | Veikko Karvonen             | Finlandia                   | 2-26:41.8                   |                             |
| 6                                               | Delfo Cabrera               | Argentina                   | 2-26:42.4                   |                             |
| Fuente: Resultados olímpicos. Sports Reference. |                             |                             |                             |                             |

## Medalla de bronce en levantamiento de pesas
Humberto Selvetti (20 años) ganó la medalla de bronce en halterofilia (levantamiento de pesas), en la categoría peso pesado. En la misma prueba Norberto Ferreira (33 años) obtendría diploma olímpico al salir sexto.
Selvetti, el levantador de pesas más importante que ha dado Argentina, era el competidor más joven en la prueba, y debía enfrentar a atletas históricos de la disciplina, como el estadounidense John Davis, quien en quince años no había sido derrotado. En ese momento la competencia olímpica de levantamiento de pesas incluía tres movimientos: dos tiempos (clean & jerk), arranque (snatch) y fuerza o clean y press. Luego se sumaban los kilos levantados en cada movimiento y el ganador era quien había sumado mayor cantidad de kilos en total.
El primer movimiento fue arranque y Humberto Selvetti levantó en el tercer intento 150 kilos, empatando el primer lugar con John Davis, un desempeñó que resultaría decisivo para ganar la medalla de bronce. A continuación se realizó la competencia de dos tiempos, en la que el argentino obtuvo la quinta puntuación, levantando 120 kilos, 25 kilos menos que Davis, y 12,5 kilos menos que James Bradford, quien se ubicó en la segunda posición en el puntaje total, relegando a Selvetti al tercero, apenas 2,5 kilos detrás, seguido a su vez de cerca por William Baillie, otros 2,5 kilos detrás.
El último movimiento fue el de fuerza o clean y press. Davis había tomado una ventaja casi indescontable de 22,5 kilos sobre Bradford, en tanto que este, Selvetti y Baille estaban separados entre sí por solo 5 kilos. En el primer intento, Davis levantó 165 kilos que le garantizaban la medalla de oro, mientras que Bradford levantó 155 kilos, que le permitían mantener el segundo lugar. Selvetti en cambio levantó solo 150 kilos, que lo alejaron de la segunda posición y permitieron que lo alcanzara Baille, sumando ambos 420 kilos en total. Sin embargo Selvetti levantaría 157,5 kilos y 162,5 kilos en el segundo y tercer intentos respectivamente, consolidándose como tercero en el puntaje total, en tanto que Baille, fracasó las dos veces al intentar levantar 160 kilos, quedando relegado al quinto lugar.
Norberto Ferreira obtuvo diploma olímpico al terminar sexto, con 410 kilos. Ferreira había levantado 140 kilos en clean y press (tercer puesto), 115 kilos en su tercer intento en arranque (séptimo puesto) y 155 kilos (quinto puesto) en dos tiempos.
| Levantamiento de pesas: peso pesado                                  | Levantamiento de pesas: peso pesado | Levantamiento de pesas: peso pesado | Levantamiento de pesas: peso pesado | Levantamiento de pesas: peso pesado |
|                                                                      | Deportista                          | País                                | Kilos                               |                                     |
| -------------------------------------------------------------------- | ----------------------------------- | ----------------------------------- | ----------------------------------- | ----------------------------------- |
| 1                                                                    | John Davis                          | Estados Unidos                      | 460,0                               |                                     |
| 2                                                                    | James Bradford                      | Estados Unidos                      | 437,5                               |                                     |
| 3                                                                    | Humberto Selvetti                   | Argentina                           | 432,5                               |                                     |
| 4                                                                    | Heinz Schattner                     | Alemania                            | 422,5                               |                                     |
| 5                                                                    | William Baillie                     | Canadá                              | 420,0                               |                                     |
| 6                                                                    | Norberto Ferreira                   | Argentina                           | 410,0                               |                                     |
| Fuente: Helsinki 1952, Olympic results, Wyniki igrzyzk olimpijskich. |                                     |                                     |                                     |                                     |

## Diplomas olímpicos (puestos premiados) y otros buenos resultados
Los atletas argentinos en Helsinki 1952 obtuvieron 15 diplomas olímpicos (puestos premiados) y entre ellos, seis cuartos puestos.
El equipo de vela obtuvo tres diplomas olímpicos; un cuarto puesto en la clase Dragón y dos quintos puestos en las clases Rating 5,5 metros y Rating 6 metros. En conjunto, el equipo de vela quedó en quinto lugar en la tabla de puntos, con 7 puntos en total.
- La tripulación integrada por Roberto Guillermo Sieburger, Jorge Alberto del Río Salas y Horacio Alberto Campi, llegó en cuarto lugar con 5339 puntos en la clase Dragon, luego de haber salido segundos en cuatro de las siete regatas y llegado a la regata final en segundo lugar en la tabla general; allí salieron séptimos y  perdieron la medalla de bronce por apenas 13 puntos. Jorge Alberto del Río Salas obtendría la medalla de plata en los Juegos Olímpicos de Roma 1960.

  Rodolfo Albino Vollenweider, Tomas Galfrascoli y Ludovico Enrique Kempter, obtuvieron el quinto puesto en la clase Rating 5,5 metros. También llegó en quinto lugar, la tripulación argentina en la clase Rating 6 metros, integrada por Enrique Conrado Sieburger, Rufino Rodríguez de la Torre, Werner E. von Foerster, Horacio I. Montes y Hércules Morini, a bordo del Djinn; Sieburger y De la Torre habían obtenido la medalla de plata con la misma embarcación en Londres 1948.
  El equipo de lucha grecorromana obtuvo dos diplomas olímpicos. Alberto Longarella, salió cuarto en la categoría hasta 73 kilos, donde solo perdió con William Thomas Smith, ganador de la medalla de oro. A su vez, León Genuth salió sexto en la categoría hasta 79 kilos.
- Clodomiro J. Cortoni, aportó en ciclismo un diploma olímpico, al salir cuarto en 1000 metros contra reloj, con un tiempo de 1:13.2, apenas dos décimas de segundo detrás del tercero y uno delante del quinto.[13]
- Pedro Mercado, en equitación obtuvo un diploma olímpico al terminar en cuarto lugar con 62,80 puntos, en la prueba individual de tres días.[13]
- El equipo de básquet masculino obtuvo diploma olímpico, al salir cuarto. Luego de ganar su grupo inicial, la selección perdió en semifinales con Estados Unidos, y debió jugar por la medalla de bronce con Uruguay, perdiendo 59:68. El equipo argentino estuvo integrado por Rubén Francisco Menini, Hugo Oscar del Vecchio, Leopoldo Contarbio, Raúl Pérez Varela, Juan Gaszo, Roberto Luis Viau, Ricardo Primitivo González, Juan Carlos Uder, Omar Ubaldo Monza, Rubén Orlando Pagliari, Rafael Lledo, Oscar Alberto Furlong, Alberto López y Ignacio Francisco José Poletti.[7]
- Carlos Enrique Díaz Sáenz Valiente recibió diploma en tiro, en la prueba de tiro rápido de pistola a 25 metros. Díaz Sáenz Valiente había obtenido medalla de plata en 1948. En esta oportunidad alcanzó 577 puntos, dos menos que Károly Takács, quien repitió la medalla de oro de Londres 1948.[13]
- Américo Ángel Bonetti, en boxeo, obtuvo diploma al salir quinto en la categoría peso ligero (hasta 60 kilos).[8]
- Pedro Galvao, en natación, salió quinto en 100 metros estilo espalda, con un tiempo de 1:07.7.[7]
- El equipo de florete integrado por Félix Domingo Galimi, Fulvio Galimi, José María Rodríguez, Eduardo Sastre y Santiago José Massini, en esgrima, aportó un diploma luego de finalizar en el quinto lugar.[12]

  El equipo de atletismo obtuvo dos diplomas olímpicos. Delfo Cabrera salió sexto en la maratón, mejorando en 8 minutos el tiempo con el que había ganado en 1948, y Gerardo Bönnhoff también finalizó sexto en 200 metros llanos, donde marcó 21.3 (21.59).
- Norberto Ferreira, en halterofilia (levantamiento de pesas), obtuvo diploma olímpico al salir sexto en peso pesados, levantando en total 410,0 kilos.[12]

Otros buenos resultados de los atletas argentinos fueron:
- Halterofilia (levantamiento de pesas):
  - Ángel Edmundo Sposato, séptimo en la categoría hasta 75 kilos, con 357,5 kilos.[12]
  - Osvaldo Forte, séptimo en la categoría hasta 82,5 kilos, con 382,5 kilos.[12]
  - Francisco Héctor Rensonnet, séptimo en la categoría hasta 90 kilos, con 370,0 kilos.[12]
- Natación:
  - Ana María Schultz, séptima en 400 metros estilo libre femenino, con un tiempo de 5:24.0.[7]
  - El equipo integrado por Federico Zwanck,  Marcelo Armando Trabucco, Pedro Galvao y Severo Alfredo Yantorno, octavo en la posta de 4X200 metros estilo libre, con un tiempo de 8:56.9.[7]
- Equitación:
  - Argentino Macedonio Molinuelo, Sergio Dellacha Criaron y Julio César Sagasta, séptimos en salto masculino en equipo.[13]
  - Argentino Macedonio Molinuelo, octavo en salto masculino individual.[13]
- Atletismo:
  - Ingeborg Pfüller, séptima en lanzamiento de disco con 41,73 metros. En la misma prueba, otra argentina, Ingeborg Mello de Preiss, quién en 1948 había salido octava, clasificó en 12.º lugar con 39,04 metros, superando en poco más de medio metro su marca anterior (38.44).[7]
- Pentatlón moderno:
  - Jorge Esteban Cáceres Monié, Luis Fernando Riera y Carlos Alberto Velázquez, octavos con 355 puntos, en la prueba masculina por equipos.[13]
- Tiro:
  - Pablo C. Cagnasso, noveno en carabina, con 1092 puntos. En la misma prueba, otro argentino, David Schiaffino, salió en 13.eɽ lugar.[13]
  - Oscar Rosendo Cervo, décimo en tiro rápido con pistola a 25 metros, con 571 puntos.[13]